# Карру (город)
Карру (итал. Carrù) — коммуна в Италии, располагается в регионе Пьемонт, в провинции Кунео.
Население составляет 4264 человека (2008 г.), плотность населения составляет 164 чел./км². Занимает площадь 26 км². Почтовый индекс — 12061. Телефонный код — 0173.
В коммуне 15 августа особо празднуется Успение Пресвятой Богородицы.

## Демография
Динамика населения:

## Администрация коммуны
- Официальный сайт: http://www.comune.carru.cn.it